# Diccionario geográfico-estadístico de España y Portugal
El Diccionario geográfico-estadístico de España y Portugal es una obra magna publicada por Sebastián Miñano y Bedoya entre 1826 y 1828 y compuesta por diez volúmenes. 

## Crítica
El geógrafo Fermín Caballero criticó a Miñano por las carencias de la obra. Entre otras deficiencias, criticaba que la principal fuente de información de Miñano seguía siendo, como en tiempos de Felipe II (Relaciones topográficas), los curas párrocos «á cada uno de los cuales he escrito separadamente, pidiéndoles nociones ciertas y positivas de sus respectivos pueblos y de los inmediatos», y a quienes agradece su ayuda, además de al director de la Real Academia de la Historia, Martín Fernández de Navarrete, y al censor Juan Agustín Ceán Bermúdez.

## Índice de tomos
| Tomo      | Año  | Localidades                          |
| --------- | ---- | ------------------------------------ |
| Tomo I    | 1826 | Ababurreyro-Barquero                 |
| Tomo II   | 1826 | Barqueros-Castro de Caldelas         |
| Tomo III  | 1826 | Castro de Caldelas-Espanillo         |
| Tomo IV   | 1826 | España-Hoceja                        |
| Tomo V    | 1826 | Hoceja-Membrive                      |
| Tomo VI   | 1827 | Mena-Pesqueiras                      |
| Tomo VII  | 1827 | Pesqueiras-San Juan de la Nava       |
| Tomo VIII | 1827 | San Juan de la Peña-Toro             |
| Tomo IX   | 1828 | Toro-Villavicencio de los Caballeros |
| Tomo X    | 1828 | Villaviciosa-Zuzones                 |

## Abreviaturas
Estas son las abreviaturas empleadas y su significado. La relación se encuentra en las páginas 13 a 15 del primer tomo.
| - Ab. ___ Abadengo - Abad. ___ Abadía - aceit. ___ aceite, aceituna - admin. ___ administración - agust. ___ agustinos - alcab. ___ alcabalas - ald. ___ aldea - alfar. ___ alfarería - algar. ___ algarrobas - alg. ___ algún, alguno, alguna - Alg. ___ Alquería - aluv. ___ alubias - A. M. ___ Alcalde Mayor - anteigl. ___ anteiglesia - ant. ___ antiguo - antig. ___ antigüedades - antiq. ___ antiquísimo - A. O. ___ Alcalde Ordinario - A. P. ___ Alcalde Pedáneo - arb. ___ arvejas - arcip. ___ arciprestazgo - arquit. ___ arquitecto, arquitectura, arquitectónico - art. ___ artículo - artill. ___ artillería, artillero - Arz. ___ Arzobispo - arrier. ___ arriería, arrieros - arrob. ___ arrobas - arruin. ___ arruinados - av. ___ avena - Ayuntam. ___ Ayuntamiento - baróm. ___ barómetro - Bened. ___ Benedictinos - C. ___ Ciudad - CC. ___ Ciudades - cabal. ___ caballos - cab. ___ cabeza - cabr. ___ cabrio - caja de cor. ___ caja de correos - cam. ___ camino - cam. milit. ___ camino mllitar - canón. ___ canónigos - cap. ___ capital - carm. ___ carmelitas - carret. ___ carretero, carretería - casa de post. ___ casa de postas - caser. ___ caserío - cast. ___ castillo - castañ. ___ castaña, castañar, castañares - cated. ___ catedral - Cát. ___ cátedras - ceb. ___ cebada - cent. ___ centeno - clér. ___ clérigos - col. ___ colegio - coleg. ___ colegiata - com. ___ comarca - comm. ___ comercio - conc. ___ concejo - conc. red. ___ concejo redimido - cond. ___ condado - conf. ___ confines - confl. ___ confluencia - consist. ___ consistorial - contr. ___ contribución - conv. ___ convento - cordill. ___ cordillera, cordilleras - corr. ___ correos - correg. ___ corregidor - corregim. ___ corregimiento - cot. red. ___ coto redondo - curt. ___ curtidos - cuadr. ___ cuadra - der. ___ derecha - descrip. ___ descripción - desemb. ___ desembocadura - desp. ___ despoblado - dilig. ___ diligencia - ap. ___ Diputado - dióc. ___ diócesis - dis. ___ dista, distancia, distante - direc. ___ dirección - dom. ___ dominicos - Derec. enag. ___ derechos enajenados - duc. ___ ducado - E. ___ Este - ecl. ___ eclesiástico - edific. ___ edificado - edif. ___ edificios - ep. ___ episcopal - er. ___ ermitas - esc. ___ escuela - Esp. ___ España - est. ___ estado - estram. ___ extramuros - fábr. ___ fábricas - fan. ___ fanegas - felig. ___ feligresía - fort. ___ fortaleza - fr. ___ frailes - franc. ___ franciscanos - front. ___ frontera, fronteriza - frut. ___ frutos, frutas - gan. ___ ganados - ganad. ___ ganadería, ganaderos - garb. ___ garbanzos - garr. ___ algarrobas, garrobas - Gob. ___ Gobernador - granj. ___ Granja, granjería - hab. ___ habitantes - harin. ___ harineros - herm. ___ hermandad - herrad. ___ herradura - hil. ___ hilazas - hond. ___ hondonada - hor. ___ horas - horiz. ___ horizonte - hort. ___ hortaliza - hosp. ___ hospital - I. del H. ___ Isla del Hierro - id. ___ idem - Igl. ___ Iglesia | - independ. ___ independiente, independencia - ind. ___ industria - inmed. ___ inmediato, inmediaciones - inscrip. ___ inscripciones - Intend. ___ Intendente - interm. ___ intermedio - izq. ___ izquierda - J. O. ___ Juez Ordinario - jurisd. ___ jurisdicción - juzg. ___ juzgado - L. LL. ___ Lugar, Lugares - L. R. ___ Lugar Realengo - L. S. ___ Lugar Secular - labrad. ___ labradores - lan. ___ lanar - lat. ___ latitud - leg. ___ legua - legum. ___ legumbres - lent. ___ lentejas - lím. ___ límites - lind. ___ linde, linda, linderos - long. ___ longitud - lot. ___ loterías - mrs. ___ maravedíes - magn. ___ magnífico - manant. ___ Manantial - manufact. ___ manufacturas - marcha milit. ___ marcha militar - márg. ___ margen, márgenes - M M. ss. ___ Manuscritos - marq. ___ marquesado - medic. ___ medicinales - mediterr. ___ mediterráneo - men. ___ menores - merc. ___ mercado - merid. ___ meridional - merind. ___ merindad - min. ___ mineral - miser. ___ misericordia - mol. ___ molino, molinos - monast. ___ monasterio - mont. ___ montuoso - mur. ___ muralla, murado - N. ___ Norte - nacim. ___ nacimiento - N. E. ___ Nordeste - N. O. ___ Noroeste - nomb. ___ nombre - O. ___ Oeste - ob. ___ obispo - obisp. ___ obispado - Oc. ___ Océano - Occ. ___ occidental, occidente - órd. ___ órdenes militares - orient. ___ oriental - orig. arab. ___ origen arábigo - or. ___ orilla - pág. ___ página - palac. ___ palacio - part. ___ partido - parr. ___ parroquia, parroquial - patat. ___ patatas - patron. ___ patronato - pedreg. ___ pedregoso - poblac. ___ población - polic. ___ policía - polít. ___ político - Portug. ___ Portugal - PP. ___ Padres - princ. ___ principal - prim. ___ primero - Prior. ___ Priorato - Proc. ___ Procurador - prod. ___ productos - prov. ___ provincia - pueb. ___ pueblos - R. ___ Realenga, realengo - R. ___ Río - r. ___ río - ramif. ___ ramificaciones - Reg. ___ Regidor - Reg. P. ___ Regidor Pedáneo - regul. ___ regulares - riach. ___ riachuelo - riq. ___ riqueza - rom. ___ romanos - ruin. ___ ruinoso - S. ___ Secular - S. ___ Sur - Sant. ___ Santuario - S. E. ___ Sudeste - semej. ___ semejantes - Señ. ___ Señorío - S. O. ___ Sudoeste - sept. ___ septentrional - sit. ___ situación, situado - subalt. ___ subalterna - subdeleg. ___ subdelegado - tel. ___ telares - temper. ___ temperatura - ten. ___ teniente - terc. ___ tercero - térm. ___ término - termóm. ___ termómetro - terr. ___ terreno - territ. ___ territorio - tít ___ título - trag. ___ trajinería - trash. ___ trashumante - univ. ___ universidad - (V.) ___ Véase - V. ___ Villa, Villas - vac. ___ vacuno - vec. ___ vecinos - vecind. ___ vecindario - vestig. ___ vestigios - Vic. ___ Vicaría - V. E. ___ Villa Eclesiástica - V. Ord. ___ Villa de Órdenes - V. R. ___ Villa Realenga - V. S. ___ Villa Secular |